# Staubwedel

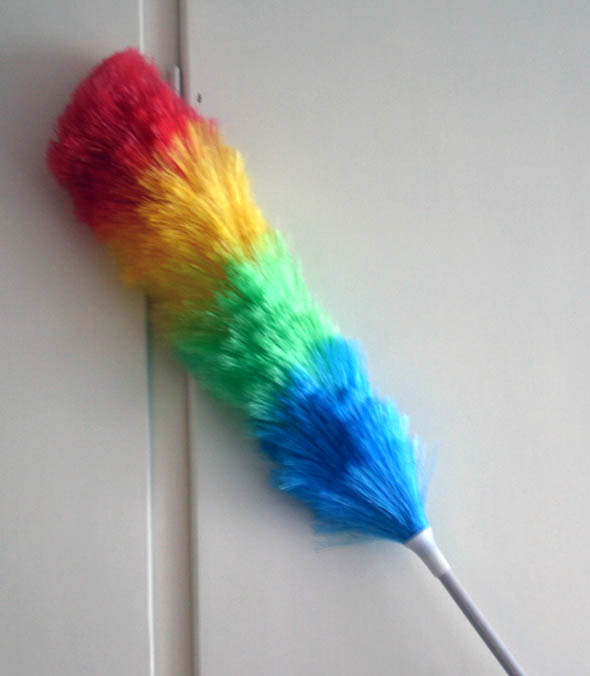
Ein handelsüblicher Staubwedel mit synthetischen Borsten

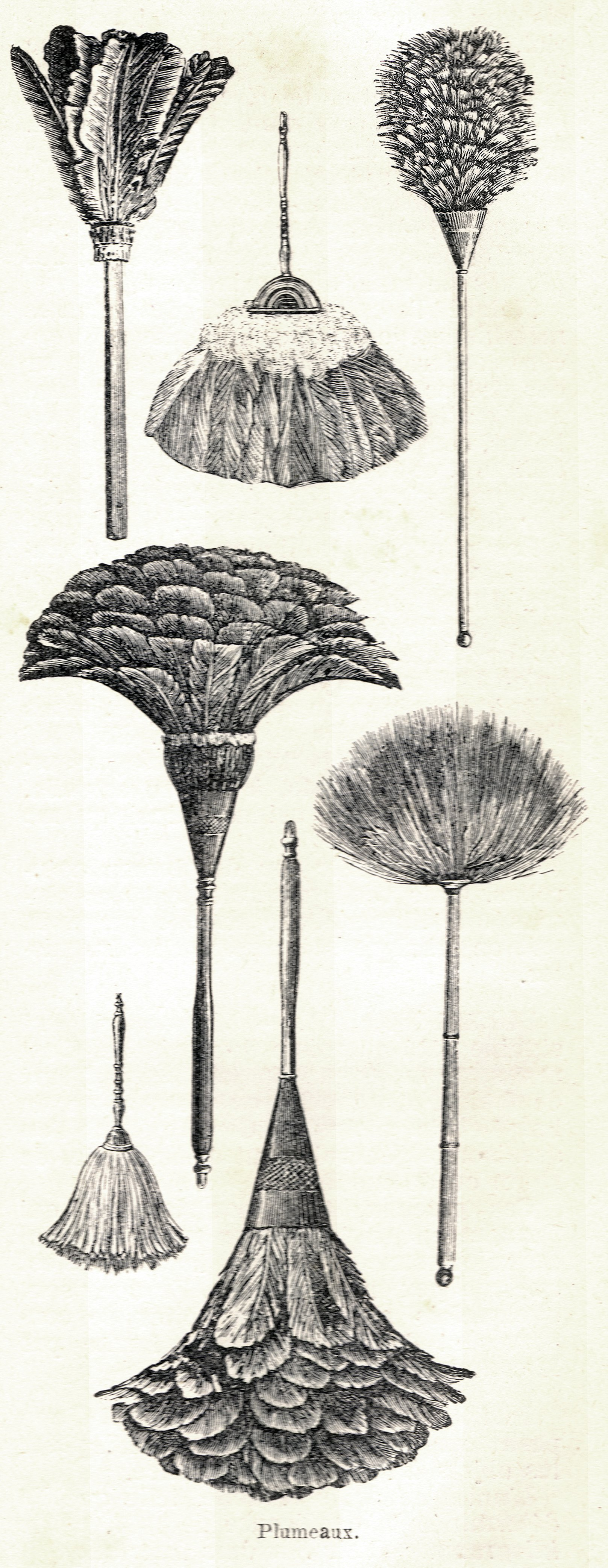
Verschiedene Staubwedel aus Federn

Ein Staubwedel (auch: Abstauber, Wandbesen, Deckenbesen, Staubbesen, Staubmopp oder Staubmagnet) ist ein Arbeitsgerät im Haushalt, mit dem man Hausstaub an Stellen entfernt, die außerhalb des Greifraums liegen – zum Beispiel am Übergang von der Wand zur Decke.

## Beschaffenheit
Er besteht aus einem dünnen, leicht biegsamen Stab, an dem viele Borsten aus Kunststoff, Federn oder ähnlichem (früher auch Seide) angebracht sind. Die Borsten sind weich und biegsam, damit die Möbel nicht zerkratzt werden. Moderne Staubwedel besitzen eine ausziehbare und arretierbare Teleskopstange, um auch Staub und Spinnweben an schmalen, schwer zugänglichen Stellen, zum Beispiel hinter der Heizung oder an hohen Stellen, leicht entfernen zu können.

## Wirkungsweise
Der Staub haftet an den Wedeln durch die statische Aufladung, denn eine bloße Aufwirbelung des Staubs wäre der Gesundheit abträglich. Zur Reinigung wird er meist im Freien ausgeschüttelt.

## Markennamen
Bekannte Markennamen sind Swiffer, Pronto, Vileda oder Flinka.